# 北海道社会事業協会帯広病院
北海道社会事業協会帯広病院（ほっかいどうしゃかいじぎょうきょうかいおびひろびょういん）は、北海道帯広市にある病院。通称帯広協会病院。

## 沿革
- 1937年（昭和12年）：「北海道社会事業協会付属帯広病院」として開設[2]。
- 1938年（昭和13年）：火災により焼失し、十勝会館に診療所開設。
- 1941年（昭和16年）：病院新築。
- 1952年（昭和27年）：「北海道社会事業協会帯広病院」と改称。
- 1957年（昭和32年）：広尾町音調津へき地診療所開設（1962年に広尾町立病院へ移譲）。
- 1962年（昭和37年）：病院改築第1期工事完成。
- 1963年（昭和38年）：総合病院認可。
- 1965年（昭和40年）：病院改築第2期工事完成。
- 1972年（昭和47年）：「帯広すずらん高等看護学院」（現在の北海道社会事業協会帯広看護専門学校）開校。
- 1999年（平成11年）：現在地に移転新築。
- 2008年（平成20年）：院内保育所（つぼみ保育所）新築[3]。
- 2015年（平成27年）：スポーツ医学・心臓リハビリセンター開設[4]。

## 機関指定
- 地域センター病院
- 地域周産期母子医療センター
- 臨床研修指定病院

## 診療科等
診療部門
- 総合診療科
- 消化器内科
- 循環器内科
- 呼吸器内科
- 外科
- 整形外科
- 形成外科
- 脳神経外科
- 神経科／精神科
- 小児科
- 産婦人科
- 耳鼻咽喉科
- 眼科
- 麻酔科
- 泌尿器科
- 病理診断科
- スポーツ医学センター
- 心臓リハビリテーションセンター

部門
- 看護部
- 透析センター
- 薬剤部
- 臨床検査科
- 画像診断科
- リハビリ科
- 臨床工学科
- 栄養管理室
- NST（栄養サポートチーム）
- 診療情報管理室

## 施設認定
| 日本循環器学会認定循環器専門医研修施設     | 日本小児科学会専門医研修施設                                                   |
| 日本外科学会外科専門医制度指定修練施設     | 日本消化器外科専門医制度修練施設                                               |
| 日本整形外科学会専門医制度研修施設         | 日本婦人科腫瘍学会制度専門医制度指定修練施設                                   |
| 日本産科婦人科学会専門医指導施設           | 日本周産期・新生児医学会周産期専門医制度周産期（母体・胎児）専門医暫定研修施設 |
| 日本眼科学会一般研修施設                   | 日本麻酔科学会認定医研修施設                                                   |
| 日本泌尿器科学会専門医教育施設基幹教育施設 | 日本プライマリ・ケア学会認定研修施設                                           |
| 日本がん治療認定機構認定研修施設           | 日本ペインクリニック学会指定研修施設                                           |
| 日本乳癌学会専門医関連施設                 | 日本内科学会認定医制度教育関連施設                                             |

## アクセス・駐車場
- 十勝バス「協会病院前」バス停下車
- 北海道旅客鉄道（JR北海道）帯広駅から徒歩約20分
- 駐車場あり